# Reichen Lehmkuhl
Richard Allen Lehmkuhl (Cincinnati, 26 dicembre 1973) è un modello e attore statunitense, noto per aver vinto nel 2004 il reality show The Amazing Race e per aver avuto nel 2006 una relazione con Lance Bass, ex-membro del gruppo musicale 'N Sync.

## Filmografia
- Dante's Cove (2007)
- Partner(s) (2005)
- The Scorned (2005)
- Days of Our Lives (2005)